# Gretna (Schotland)
Gretna is een plaats in het Schotse bestuurlijke gebied Dumfries and Galloway en telt 3110 inwoners. Gretna ligt tegen de Engelse grens, en nabij de monding van de rivier Esk in de Solway Firth. De plaats Eastriggs ligt ongeveer 8 km ten westen van Gretna.
De plaats staat bekend vanwege de vele huwelijken die er worden voltrokken.

## Sport
De plaatselijke voetbalclub heet Gretna FC.